# MBC 대학가요제

2008년 대상수상팀 '파티캣츠'의 앙코르 무대

MBC 대학가요제(MBC 大學歌謠祭)는 문화방송이 주최했으며 현재는 MBC플러스에서 주최하고 있는 대학생 대상의 가요제이다. 명랑한 대학풍토 조성과 건전가요 발굴을 목적으로 시작하였으며, 참가한 대학생들은 창작곡으로 노래 실력을 겨룬다. 이전까지 본선은 문화방송을 통해 생방송 혹은 딜레이 녹화방송으로 진행되었다. 1977년 9월 12일 열린 제1회 대학가요제 이후로 매년 개최되었고, 2012년을 끝으로 잠시 폐지된 바 있다.
대학가요제는 1970~80년대에 큰 인기를 누렸으며, 대학가요제의 참가 또는 입상을 계기로 많은 가수들이 데뷔하였다. 배철수, 임백천, 심수봉, 노사연, 김학래, 조하문, 우순실, 김장수, 조갑경, 원미연, 유열, 이규석, 이재성, 이무송, 장철웅, 신해철, 주병선, 이정석, 김경호, 전람회(김동률) 외 등등이 그들이다.
1990년대 들어서 놀거리가 다양해지는 등 사회의 변화 물결에 따라서 MBC 대학가요제의 영향력도 조금씩 감소해져 갔다. 유일하게 2000년대 이후에 주목을 받은 팀으로는 2005년 대학가요제 대상팀인 Ex와 2006년 "무관의 제왕"인 뮤즈그레인(Muzgrain)이 있다. Ex는 정규 음반 1장을 출시하며 가요계에 데뷔했다. 하지만 Ex도 2007년 이후 활동이 거의 없는 상황이며 보컬 이상미만이 개인 활동을 하고 있다. 2008년 은상을 받았던 랄라스윗을 비롯하여 루시아(심규선), 데이브레이크, 슈퍼키드, 좋아서 하는 밴드, 이인세 등 대학가요제 수상경력이 있는 뮤지션들이거나 그들이 주축인 밴드들이 언더그라운드에서 폭넓게 활동중이며 싱어게인의 초대우승자 이승윤 (가수)은 2011년 대학가요제 본선에 진출해 자작곡 '없을 걸'을 선보이며 처음으로 공식 활동을 시작했다.
1993년까지는 캠퍼스 외의 공공 공연장에서 개최되었으며, 1994년부터 2011년까지는 대학 캠퍼스 내 특설 무대에서 개최되었다. 2012년은 일산 MBC 드림센터에서 개최되었다. 이후 MBC는 제작비 대비 낮은 시청률 문제를 들며 2013년부터 대학가요제를 개최하지 않기로 했으나 시청자들의 항의와 대학가요제 기수상자들의 서명운동 등의 결과로 2014년부터 대학가요제를 재개하기로 약속했다. 그러나 새로운 스타와 히트곡 탄생의 부재, 다양한 오디션 프로그램의 등장 등을 이유로 2014년 결국 최종 폐지로 결정되면서 대학가요제는 한동안 개최되지 못했다.
이후 폐지 7년만인 2019년에 대학가요제가 부활되었으나, MBC가 아닌 자회사 MBC 플러스에서 주관한 것이다.
2025년에는 MBC가 주관함으로써 13년만에 공식적으로 부활되었다.

## 역대 대상작
| 회        | 방송일자  | 장소                  | 대상 수상팀 | 대상 수상곡                        | 대상 수상팀 소속                         | 비고  |
| --------- | --------- | --------------------- | --- | ---------------------------------- | ---------------------------------------- | ----- |
| 1 (1977)  | 9월 03일  | 정동문화체육관        | 샌드페블즈 (이영득, 김영국, 여병섭, 최광석, 김민수) | 〈나 어떡해〉                      | 서울대학교                               |       |
| 2 (1978)  | 9월 9일   | 정동문화체육관        | 썰물 (성영호, 문성주, 전종배, 조의환, 김성근, 윤병진, 장동인)                                                                                             | 〈밀려오는 파도 소리에〉           | 부산대학교                               |       |
| 3 (1979)  | 9월 11일  | 정동문화체육관        | 김학래, 임철우 | 〈내가〉                           | 명지대학교                               |       |
| 4 (1980)  | 12월 22일 | 정동문화체육관        | 이범용, 한명훈 | 〈꿈의 대화〉                      | 연세대학교                               |       |
| 5 (1981)  | 9월 11일  | 정동문화체육관        | 정오차 | 〈바윗돌〉                         | 동국대학교                               |       |
| 6 (1982)  | 9월 12일  | 정동문화체육관        | 조정희 | 〈참새와 허수아비〉                | 경원대학교                               |       |
| 7 (1983)  | 10월 29일 | 잠실체육관            | 에밀레 (김대익, 김광엽, 심재경) | 〈그대 떠난 빈 들에 서서〉         | 서강대학교                               |       |
| 8 (1984)  | 10월 29일 | 잠실체육관            | 이유진 | 〈눈물 한 방울로 사랑은 시작되고〉 | 성균관대학교                             |       |
| 9 (1985)  | 12월 21일 | MBC공개홀             | 높은음자리 (김장수, 임은희) | 〈바다에 누워〉                    | 동의대학교                               |       |
| 10 (1986) | 12월 19일 | 잠실체육관            | 유열 | 〈지금 그대로의 모습으로〉         | 한국외국어대학교                         |       |
| 11 (1987) | 12월 19일 | MBC공개홀             | 작품하나 (공민수, 김정아) | 〈난 아직도 널〉                   | 부산외국어대학교                         |       |
| 12 (1988) | 12월 24일 | 올림픽공원 체조경기장 | 무한궤도 (신해철1, 조형곤2, 조현찬2, 김재홍3, 조현문3) | 〈그대에게〉                       | 1 서강대학교 2 연세대학교 3 서울대학교   |       |
| 13 (1989) | 12월 23일 | 장충체육관            | 전유나 | 〈사랑이라는 건〉                  | 경성대학교                               |       |
| 14 (1990) | 12월 1일  | 올림픽공원 체조경기장 | 소나기 (정희석, 장철주, 성준혁, 신은상, 김백진, 나현욱)                                                                                                   | 〈누군가〉                         | 연세대학교                               |       |
| 15 (1991) | 12월 21일 | 올림픽공원 체조경기장 | 입 셋 노래 하나 | 〈추억의 거리〉                    | 동의대학교                               |       |
| 16 (1992) | 12월 12일 | 장충체육관            | 최영수 | 〈어둠 속에서〉                    | 경남대학교                               |       |
| 17 (1993) | 12월 11일 | 잠실체육관            | 전람회 (김동률, 서동욱) | 〈꿈 속에서〉                      | 연세대학교                               |       |
| 18 (1994) | 10월 15일 | 고려대학교            | 이한철 | 〈껍질을 깨고〉                    | 영남대학교                               |       |
| 19 (1995) | 10월 14일 | 이화여자대학교        | 에밀레 (윤성용, 장태하, 정태영, 최승현) | 〈살아가며〉                       | 서강대학교                               |       |
| 20 (1996) | 10월 19일 | 한양대학교            | 열두번째 테마 (임준홍3, 마영준1, 최은영2, 조영수2) | 〈새로나기〉                       | 1 성균관대학교 2 연세대학교 3 한양대학교 |       |
| 21 (1997) | 10월 25일 | 연세대학교            | 전선민 | 〈꿈의 초상〉                      | 울산대학교                               |       |
| 22 (1998) | 10월 17일 | 서강대학교            | 로얄젤리 (민정범1, 이상준2) | 〈사랑의 죄〉                      | 1 서울대학교 2 서울시립대학교            |       |
| 23 (1999) | 10월 16일 | 경희대학교            | 설지현 | 〈작전 타임〉                      | 창원전문대학                             |       |
| 24 (2000) | 10월 21일 | 이화여자대학교        | 허병욱 | 〈푸념〉                           | 이화여자대학교                           |       |
| 25 (2001) | 10월 20일 | 성균관대학교          | 소나기 (김희영, 왕진원, 정주영, 남다희, 배기은, 이선영, 박소영)                                                                                           | 〈청춘가〉                         | 연세대학교                               |       |
| 26 (2002) | 10월 19일 | 숭실대학교            | 안세진 | 〈you will find me〉               | 경북대학교                               |       |
| 27 (2003) | 10월 4일  | 서울대학교            | Solenoid (이상민, 이창욱) | 〈강요〉                           | 경북대학교                               |       |
| 28 (2004) | 11월 13일 | 경희대학교            | Scat (이예진, 박지영, 김고은, 김니나, 김샛별, 방새샘, 김윤지, 정미란, 유혜인, 임효진, 문경은)                                                             | 〈Stop〉                           | 수원여자대학                             |       |
| 29 (2005) | 10월 15일 | KAIST 한국과학기술원  | Ex (이상미1, 박광래1, 박동휘1, 방지연2, 공연준3) | 〈잘 부탁드립니다〉                | 1 경북대학교 2 대구대학교 3 영남대학교   |       |
| 30 (2006) | 9월 30일  | 경북대학교            | JJMP (박진호, 지미선) | 〈21살 이야기〉                    | 경희대학교                               |       |
| 31 (2007) | 10월 6일  | 단국대학교            | B2 (김예지, 이정임, 양송이, 이나래, 신선미, 이리라, 김지원, 차은실, 심혜진, 장은희)                                                                       | 〈Y〉                              | 한양여자대학                             |       |
| 32 (2008) | 10월 4일  | 전북대학교            | 파티캣츠 (오장석3, 이소현3, 안성미3, 한아람3, 윤아름3, 오경록3, 곽호민3, 정휘욱3, 김성유3, 배주원3, 박만수3, 김현우3, 홍미경3, 양희정3, 강민구2, 이상규1) | 〈No turning back〉                | 1 나사렛대학교 2 단국대학교 3 백석대학교 |       |
| 33 (2009) | 9월 25일  | 인천대학교            | 이대 나온 여자 (오예리, 서아현) | 〈군계무학〉                       | 이화여자대학교                           |       |
| 34 (2010) | 11월 26일 | 덕성여자대학교        | 이인세 | 〈With You〉                       | 한림대학교                               | [ 3 ] |
| 35 (2011) | 11월 24일 | 안동대학교            | Plain note (진민호, 최영, 김진수, 이종한) | 〈백조의 노래〉                    | 국민대학교                               |       |
| 36 (2012) | 11월 8일  | 일산 MBC 드림센터     | 신문수 | 〈넥타이〉                         | 광운대학교                               |       |
| 37 (2019) | 10월 5일  | 일산호수공원          | 펄션(PURSEAN) (박마성1, 최홍2, 심재광2, 김범수2) | 〈너만이〉                         | 1 동아방송예술대학교 2 명지대학교        |       |

## 기타 수상작
- 1977년 (제 1 회)
  - 동상
    - 1. 박문옥, 박태홍, 최준호 등. (전남대학교) - 저녁 무렵 (자작곡)
    - 2. 민경식, 정연택, 민병호 등. (서울대학교) - 젊은 연인들 (창작곡)
    - 3. 박형철 (중앙대학교) - 작은 세상 (자작곡)

  - 은상
    - 1. 함영주, 윤미희, 한미숙, 최난애, 박현숙, 유현이 등. (성신여자대학교) - 당신은 모르실거야.
    - 2. 이명우 (충남대학교) - 가시리.

  - 금상
    - 박선희 (상명여자대학교) - 하늘 (자작곡)
- 1978년 (제 2 회)
  - 동상
    - 1. 유미랑, 박망래 등. (군산개정간호전문대학교) - 꿈을 찾아 날아라! (자작곡)
    - 2. 최미 (대구보건대학교) - 하나가 된 철새 (창작곡)
    - 3. 고려대학교 7명 (조정숙, 김경한, 조덕환, 민경범, 김근성, 이인, 장도엽), 정운모 (국민대학교), 홍철규 (경희대학교) 등. - 날개 (창작곡)

  - 은상
    - 1. 활주로 <배철수, 지덕엽, 김종태, 박홍일 등. (항공대학교)> - 탈춤 (자작곡)
    - 2. 이해종, 김용숙, 김정식 등. (전남대학교) - 약속 (자작곡)

  - 금상
    - 노사연 (단국대학교) - 돌고 돌아가는 길 (창작곡)
- 1979년 (제 3 회)
  - 동상
    - 1. 신영섭, 박승환, 허경숙 등. (부산대학교) - 젊음의 계절
    - 2. 이진호, 이경주, 박승순 등. (원광대학교) - 소외된 인간
    - 3. 강호면 (동국대학교), 이정아 (이화여자대학교), 추계예술대학교 2명 (이인자, 강호중) 등. - 우리의 노래

  - 은상
    - 1. 전남대학교 2명 (김종률, 정권수), 박미희 (조선대학교 병설간호전문대학) 등. - 영랑과 강진
    - 2. 김화석, 이동호, 박세익, 구영숙, 김지희, 남기제, 지영호, 이동인 등. (경남대학교) - 고운 님

  - 금상
    - 김주영 (경기 안성농업전문대학교) - 대왕왐
- 1980년 (제 4 회)
  - 동상
    - 1. 강원도 춘천시: 둘 하나 <김영한, 박경화, 최미경 등. (관동대학교)> - 그 누가 ...
    - 2. 충청남도 대전시: 권태봉 (중경공업전문대학교), 강성숙 (배재전문대학교), 이경희 (충남대학교) 등. - 내 님
    - 3. 서울특별시: 김지현, 이준호 등. (추계예술전문대학교) - 동천

  - 은상
    - 1. 서울특별시: 샤프 <연세대학교 2명 (양인호, 임태환), 최명섭 (성균관대학교), 노기영 (건국대학교), 최성진 (경기대학교), 숙명여자대학교 2명 (김영란, 조선희) 등.> - 연극이 끝난 후 ...
    - 2. 서울특별시: 마그마 <문영식 (서울대학교), 연세대학교 2명 (김광현, 조하문) 등.> - 해야!

  - 금상
    - 서울특별시: 뚜라미 <홍익대학교 3명 (이영순, 전시교, 김미영), 이형운 (단국대학교) 등.> - 해안선
- 1981년 (제 5 회)
  - 동상
    - 1. 전라북도: 유장영, 김부곤 등. (전북대학교) - 소망
    - 2. 미국: 김혜자, 최현미 등. (남미 캘리포니아 대학교) - 사랑의 장미 (The Rose)
    - 3. 서울특별시: 시나브로 <문관철 (경희대학교), 고려대학교 2명 (안지홍, 권영국) , 이훈석 (한양대학교), 김광민 (명지대학교) 등.> - 안개

  - 은상
    - 1. 서울특별시: 오누이 <최병주 (서울예술전문대학교), 최성우 (상지대학교) 등.> - 님의 기도
    - 2. 충청남도: 기타 하나 동전 한 닢 <이재성, 차미정, 김승주, 오세일, 김덕영 등. (목원대학교)> - 나의 꿈 그리고 사랑

  - 금상
    - 서울특별시: 한인희 (경희대학교) - 잊고 산 것
- 1982년 (제 6 회)
  - 동상
    - 1. 서울특별시: 우순실 (한양대학교) - 잃어버린 우산
    - 2. 서울특별시: 다사랑 <김명주 (추계예술전문대학교), 단국대학교 2명 (최경희, 김영순), 김현경 (청주대학교) 등.> - 작은 새
    - 3. 전라남도 광주: 김혁, 배은경 등. (전남대학교) - 오, 나의 바람!

  - 은상
    - 1. 서울특별시: 박은자 (서울외국어대학교) - 햇발
    - 2. 미국: 안재균 (미국 캘리포니아 대학교 버클리 캠퍼스) , 이희경 (캘리포니아 대학교 로스앤젤레스 캠퍼스) 등. - 사랑의 길

  - 금상
    - 서울특별시: 황소 82' <권정엽, 조재웅, 권영훈, 이재형, 김영신 등. (건국대학교)> - 윷놀이
- 1983년 (제 7 회)
  - 우정상
    - 미국 L.A.: 남궁경숙 (미국 캘리포니아 주립 롱비치대학교), 윤영섭 (캘리포니아 대학교 로스앤젤레스 캠퍼스) 등. - 고운 사랑

  - 동상
    - 1. 뉴욕: 어금니와 송곳니들 <이상우 (펜스테이트대학교), 이진영 (웨스트체스터대학교), 이무창(일본커뮤니티대학교), 이무송(웨스트제퍼슨대학교) 등.> - 한우리
    - 2. 강원도: 신달승, 최은미 등. (관동대학교) - 겨울 바다
    - 3. 일본: 김혜원 (삿뽀로대학교) - 대학가의 신데렐라들

  - 은상
    - 1. 경상북도: 장철웅 (영남대학교), 이용진 (영남공업전문대학교) 등. - 친구여!
    - 2. 서울특별시: 열두냥 서푼 <진종욱 (서울외국어대학교), 서울예술전문대학 3명 (김명국, 마동진, 전헌태) 등.> - 12시 정각이었어!

  - 금상
    - 서울특별시: 도깨비 <조태선 (명지대학교), 홍천기 (순천향대학교), 이영재 (서울예술전문대학), 백대현(추계예술전문대학교) 등.> - 도깨비 잔치
- 1984년 (제 8 회)
  - 인기상
    - 재일동포: 박호미 (일본 경응대학교) - 그 순간

  - 동상
    - 1. 전라남도: 최우남, 기효산 등. (동신실업전문대학) - 마지막 잎새
    - 2. 부산광역시: 심재영, 박미란 등. (동의대학교) - 소꿉 친구
    - 3. 서울광역시: 징검다리 5기 <박문주, 이상익, 문경희, 채봉심 등. (한양대학교)> - 이 노래가 끝나면 ...

  - 은상
    - 1. 재미동포: 이예섭 (골든스테이트대학교) - 사랑의 포로
    - 2. 서울특별시: 돌방망이 <최천규, 유태현, 김주현, 김성빈, 허성혁, 이정춘 등. (경기대학교)> - 갑자기

  - 금상
    - 서울특별시: 활주로 16기 <조재호, 강용규, 한영수, 강원호, 배상엽, 박수복 등. (항공대학교)> - 사랑의 회상
- 1985년 (제 9 회)
  - 동상
    - 1. 서울특별시: 황소 85' <라홍석, 윤홍준, 이승수, 신동관, 정철 등. (건국대학교)> - 풍년 굿!
    - 2. 충청남도: 오애란 (호서대학교) - 메카니즘 3
    - 3. 서울특별시: 이경순 (건국대학교) - 사랑 이야기

  - 은상
    - 1. 서울특별시: 신입생들 <김현철, 문지환, 이명숙, 이미경 등. (서울예술전문대학)> - 신입생
    - 2. 미국: 성미아 (캘리포니아 대학교 로스앤젤레스 캠퍼스) - 착한 젊은이

  - 금상
    - 서울특별시: 정희정 (한양대학교) - 내가 좋아하는 화가
- 1986년 (제 10 회)
  - 인기상
    - 충청남도: 이용빈 (대전개방대학) - 마지막 찻잔

  - 동상
    - 1. 경상북도: 마파람 <전복자, 장정애, 이우찬, 곽용철, 정경훈, 주선애 등. (계명전문대학)> - 우리 가야 하는 길
    - 2. 전라북도: 안지영 (기전여자전문대학) - 사랑의 벽
    - 3. 전라남도: 정영란 (전남대학교) - 세상에 그런 일이 있을 수 있나요?

  - 은상
    - 1. 서울특별시: 까치 엄지 <조성필 (추계예술대학교), 최경란 (서울예술전문대학)) 등.> - 하얀 그 미소
    - 2. 경상남도: 김미옥 (울산대학교) - 잿빛 사연

  - 금상
    - 서울특별시: 이정석 (피어선신학교) - 첫 눈이 온다구요.
- 1987년 (제 11 회)
  - 동상
    - 1. 스물하나 <우길자, 양원규, 정경철 등. (한남대학교)> - 생일케잌
    - 2. 블루드래곤 <이규석, 한민석, 최영호, 허진, 박동렬, 이은희 등. (중앙대학교)> - 객석
    - 3. 푸른소리 <안치돈, 김범규, 박기영, 김영숙, 김성민 등. (충북대학교)> - 도시의 침묵

  - 은상
    - 1. 최용순 (코스트라인대학교) - 지난 겨울
    - 2. 선율 <전남대학교 2명 (김도미, 공경용), 박병규 (조선대학교) 등.> - 밤의 기도

  - 금상
    - 신윤미 (이화여자대학교) - 겨울비
- 1988년 (제 12 회)
  - 동상
    - 1. 서울특별시: 전수경 (한양대학교) - 말해
    - 2. 강원도: 이연희 (강원대학교) - 가슴에 남겨진 사랑의 숨결
    - 3. 서울특별시: 이선민 (중앙대학교) - 바보같은 사랑

  - 은상
    - 1. 제주특별자치도: 김성철 (제주대학교) - 무지개 마을을 찾아서
    - 2. 서울특별시: 징검다리 7기 <최종호, 이경희, 성주희, 김인욱 등. (한양대학교)> - 밤을 노래함.

  - 금상
    - 서울특별시: 주병선 (추계예술대학교) - 고인돌
- 1989년 (제 13 회)
  - 동상
    - 1. 서울특별시: 김윤주 (서울예술전문대학) - 사랑해, 사랑해, 나 떠나가!
    - 2. 제주특별자치도: 양연숙 (제주대학교) - 이젠 안녕!
    - 3. 서울특별시: 이재영 (중앙대학교) - 그대 떠나도

  - 은상
    - 1. 서울특별시: 이지연 (수원대학교) - 이별은 계절에 실려
    - 2. 미국: 정재진 (버지니아 의과대학교) - 그대를 기다리며

  - 금상
    - 서울특별시: 이은영 (이화여자대학교) - 사랑은 이별을 위해
- 1990년 (제 14 회)
  - 인기상
    - 김용호 (LA 세리토스칼리지) - 하얀 세상

  - 동상
    - 1. 윤승진 (캐나다 조지언대학교) - 사랑과 시와 진실로
    - 2. 편성미 (뉴욕 퀸즈칼리지) - 혼자 부르는 노래
    - 3. 안세진 (충남대학교) - 그대는 나의 모든 것

  - 은상
    - 1. 동그라미 <박소현, 강희승 등. (서울여자대학교)> - 푸른 소리
    - 2. 궁상각치우 <김정수, 옥종현, 김은정, 채진이, 윤소현 등. (계명전문대학)> - 야단났네!

  - 금상
    - 유연이 (성공회신학대학) - 빈 손
- 1991년 (제 15 회)
  - 인기상
    - 유리병정 <김은미 (이화여자대학교), 박근양 (숙명여자대학교), 박지영 (상명여자대학교) 등.> - 햇살

  - 동상
    - 1. 이윤경 (이화여자대학교) * 이유경 (단국대학교) 자매 - 사랑하고 있다는 것을
    - 2. 민금선 (서울예술대학교) - 그대에게 머무네.
    - 3. 김경호 (서울예술신학교) - 긴 이별.
    - 4. 김경호 (서울예술신학교) - 마지막 기도.
    - 5. 김경호 (서울예술신학교) - 너를 사랑해.

  - 은상
    - 1. 이선진 (강원대학교) - 나만의 사랑
    - 2. 정명진 (인하대학교) - 나는 언제나 그대의 나그네

  - 금상
    - 정용태 (호서대학교) - 언제나 우리는
- 1992년 (제 16 회)
  - 노래 사랑회 우정상
    - 0. 917 <이응준, 임형준 등. (인하대학교)> - 우리는 왜?

  - 동상
    - 1. 장현철 (국민대학교) - 사랑했던 나의 너
    - 2. 0. 917 <이응준, 임형준 등. (인하대학교)> - 우리는 왜?
    - 3. 샌드페블즈 <서희석, 전주용, 허진희, 이명기, 김종수, 박세연 등. (서울대학교)> - 너를 바라보는 건

  - 은상
    - 1. 전남순 (동래여자전문대학) - 비가 오면
    - 2. 이어도 <김상인 (대구과학대학교|대구전문대학), 최두성 (계명전문대학), 조현목 (영남대학교) 등.> - 몰라도 돼!
    - 3. 김경호 (서울예술신학교) - 나를 슬프게 하는 사람들.
    - 3. 김경호 (서울예술신학교) - 와인.
    - 3. 김경호 (서울예술신학교) - 슬픈 영혼의 아리아(엘리제).

  - 금상
    - 고지아 (제주전문대학) - 마지막 휴일
- 1993년 (제 17 회)
  - 동상
    - 1. 박선영 (한국외국어대학교) - 나 여기 이렇게
    - 2. 셀레맨더스 <박경희, 김순인 외 4명 (청주대학교)> - 현실 속으로
    - 3. 김전희 (고려대학교) - 21C Unisex Mode

  - 은상
    - 1. 배기성 (부산경상전문대학) - 오늘도 참는다(주유소 습격사건 OST)
    - 2. BLUES <임경화, 박원상, 김도균 등. (숭실대학교)> - 아무 말도 말아요.

  - 금상
    - 이윤정 (삼육대학교) - 작은 평화

  - 특별상
    - 전람회 <김동률, 서동욱 등. (연세대학교)> - 꿈 속에서
- 1994년 (제 18 회)
  - 특별상
    - 전주광역시: 아침 산 저녁 바다 [중창] <오승환 (전주대학교), 조성희 (전주교육대학교) 등.> - 생각해 봐!

  - 동상
    - 충청북도: 지음션 [중창] <이원재, 김용희 등. (청주대학교)> - 저울과 주판

  - 은상
    - 서울특별시 / 경기도: 조용재 (성균관대학교) - 모두 변해.

  - 금상
    - 서울특별시 / 경기도: 1905 <이지영, 진상우, 김재완, 손우창, 김성욱, 박지선 등. (고려대학교)> - 자서전, 상실 그리고 도약
- 1995년 (제 19 회)
  - 동상
    - 대구광역시 / 경상북도: 김명자 (계명대학교) - 예감

  - 은상
    - 서울특별시 / 경기도: 소나기 <이원석, 송인동, 신명수, 강유석, 최영학, 김호준 등. (연세대학교)> - 엇갈림 속에서

  - 금상
    - 서울특별시 / 경기도: 쌍투스 <이영미 (이화여자대학교), 황혁순 (고려대학교), 홍태화 (홍익대학교), 최성진 (국민대학교), 임덕규 (강남대학교) 등.> - 그 시절 그 노래
- 1996년 (제 20 회)
  - MBC 인터넷 특별상
    - 강원도: 고찬일 (강원대학교) - 그래도 난...

  - 노래사랑 특별상
    - 서울특별시 / 경기도: 서범진 (연세대학교) - 또 내가 걸어가...

  - 동상
    - 서울특별시 / 경기도: 김성수 (연세대학교) - 베짱이 춤을 추고 싶어

  - 은상
    - 부산광역시: 장명선 (동의대학교) - 졸업

  - 금상
    - 서울특별시 / 경기도: 서범진 (연세대학교) - 또 내가 걸어가...
- 1997년 (제 21 회)
  - 유니텔 인기상
    - 서울특별시 / 경기도: 이승은 (연세대학교) - 그대에게로

  - 노래사랑 특별상
    - 전라북도: 하모니 <서승직, 허재호 등. (전주우석대학교)> - 학교는 오늘도 안녕

  - 동상
    - 부산광역시: 너티 <노정구 (동아대학교), 이상배 (경남전문대학교) 등.> - 괜찮아.

  - 은상
    - 서울특별시 / 경기도: 이승은 (연세대학교) - 그대에게로

  - 금상
    - 서울특별시 / 경기도: 이대성 (성균관대학교) - 가져가!
- 1998년 (제 22 회)
  - 천리안 인기상
    - 서울특별시 / 경기도: 로얄젤리 <민정범 (서울대학교), 이상준 (서울시립대학교) 등.> - 사랑의 죄

  - 동상
    - 강원도: 한도환 (원주대학교) - Making Dreams

  - 은상
    - 대구광역시 / 경상북도: R.A.R <최재훈 (대구대학교), 김성기 (영남이공대학교)> - 20세기 마지막 불치병

  - 금상
    - 블랙테트라 <배준환, 임진아, 김병곤, 양문철, 박재용, 송주영 등. (홍익대학교)> - 다시 시작하는 여름
- 1999년 (제 23 회)
  - 인터넷 인기상
    - 경상남도: 설지현 (창원전문대학교) - 작전 타임

  - 동상
    - 서울특별시 / 경기도: 김윤정 (한국외국어대학교) - 또 다른 사랑

  - 은상
    - 서울특별시 / 경기도: 한용운 (서울대학교) - 조심해!

  - 금상
    - 서울특별시 / 경기도: 소화 {素花} <김희규, 박효영 등. (경희대학교)> - 애끓는 청춘
- 2000년 (제 24 회)
  - iMBC 네티즌 인기상
    - 서울특별시 / 경기도: 이모티콘 <이종욱 (가톨릭대학교), 정혜련 (세종대학교) 등.> - 중독

  - 동상
    - 광주광역시 / 전라남도: 정하나 (조선대학교) - 닭의 꿈

  - 은상
    - 부산광역시: 홍노경 (경성대학교) - 이슬같은 사랑

  - 금상
    - 서울특별시 / 경기도: 이모티콘 <이종욱 (가톨릭대학교), 정혜련 (세종대학교) 등.> - 중독
- 2001년 (제 25 회)
  - 네티즌 인기상
    - 1905 <정지웅, 고동일, 권도희, 임유진, 주정찬, 박경윤, 표동진, 한경애 등. (고려대학교)> - 하늘을 닮은 너

  - 동상
    - B. Chorus {중창} <남지영, 정승원, 이현병, 정지윤, 황명연 등. (부전대학교)> - 다시 만날 너에게

  - 은상
    - M.O.O.D {중창} <한중호, 엄정숙, 이상규, 박유진 등. (동의대학교)> - 앤(n) 이래!

  - 금상
    - Fuze {퓨즈} <이정표, 김연, 이수찬, 이재걸, 송용훈, 전문희, 서요셉 등. (서울대학교)> - 천국으로 오세요!
- 2002년 (제 26 회)
  - 네티즌 인기상
    - 으랏차차 <이성욱 외 2명 (동의대학교 / 부산여자대학교)> - 힘내라, 힘!

  - 동상
    - Red wood <김예원 (이화여자대학교) 외 고려대학교 1명> - Cheer up!

  - 은상
    - 으랏차차 <이성욱 외 2명 (동의대학교 / 부산여자대학교)> - 힘내라, 힘!

  - 금상
    - 여울 <전석균, 이흥배, 이선경, 나상현, 이재산, 양선호, 김동욱, 김민수 등. (연세대학교)> - 그러지마!
- 2003년 (제 27 회)
  - 네티즌 인기상
    - 뮤사 <이연호 (동국대학교), 이유리 (세종대학교), 엄광현 (서울산업대학교) 등.> - 어떤 사람들은...

  - 동상
    - Wonder Land <박진영, 이수빈, 고태영, 조득연, 김훈아, 이승욱 등. (서울예술대학교)> - Water Park

  - 은상
    - 강민성 (방송통신대학교) - 나도 그래.

  - 금상
    - 그리메 <손상모, 박완호, 김정건, 이수진 등. (동의대학교)> - 젊은이의 양지
- 2004년 (제 28 회)
  - 네티즌 인기상
    - 날아라 슈퍼 밴드 <그룹 5명 (영남대학교)> - 하늘 노래

  - 동상
    - 이지영 (경희대학교) - 돌아설 수 없는 이유

  - 은상
    - Orange Seller <정혜영, 이현승 외 4명 (부산예술대학교)> - Sentimental Love

  - 금상
    - 허니 첵스 <전진욱 (경북대학교), 전덕호(아주대학교) 등.> - 그 여자 장난 아니래!
- 2005년 (제 29 회)
  - 네티즌 인기상
    - 강적 <그룹 7명 (카이스트})> - Half Time

  - 동상
    - Coreasori <그룹 8명 (연세대학교 / 한양대학교 / 단국대학교 / 추계예술대학교)> - 자유를 잃은 새

  - 은상
    - Wonder Woman <그룹 11명 (한양여자대학교)> - 원더 우먼

  - 금상
    - Asco <최경운 (동의대학교), 부산예술대학교 4명 (김진영, 정준교, 유경훈, 심규선) 등.> - Feel Love
- 2006년 (제 30 회)
  - 네티즌 인기상
    - 비풍초 <박종인, 박동환, 권재익, 박상두, 홍석중, 김원중, 오은주 등. (인하대학교)> - 여름 바다... 바람이 되어!

  - 동상
    - 블랙테트라 <김정하, 전진민, 임상규, 김진희, 최우용 등. (홍익대학교)> - 엄마, 친구, 아들

  - 은상
    - 소리 느낌 <최근우, 오하나, 서강윤, 정성훈, 김윤관, 강요셉 등. (서울대학교)> - Go, Go, Sing!

  - 금상
    - 임채홍 (고려대학교) - 7년 만에
- 2007년 (제 31 회)
  - 네티즌 인기상
    - 풍운 <박종배, 강동석, 윤성준, 최재은, 오나래, 이준희, 서수정 등. (부산대학교, 부경대학교, 동서대학교)> - 어머니

  - 동상
    - 풍운 <박종배, 강동석, 윤성준, 최재은, 오나래, 이준희, 서수정 등. (부산대학교, 부경대학교, 동서대학교))> - 어머니

  - 은상
    - 택시타라임즈 <권영환 (가톨릭대학교), 송광식 (동아방송예술대학), 안태훈 (동양대학교) 등.> - Incomplete Love

  - 금상
    - 어쿠스틱 브라더스 <이승환, 조준호 등. (중앙대학교)> - 미안, 개미야!
- 2008년 (제 32 회)
  - 네티즌 인기상
    - 파티캣츠 <파티캣츠 <백석대학교 14명 (오장석, 이소현, 안성미, 한아람, 윤아름, 오경록, 곽호민, 정휘욱, 김성유, 배주원, 박만수, 김현우, 홍미경, 양희정), 강민구 (단국대학교), 이상규 (나사렛대학교) 등.> - No Turning Back

  - 동상
    - 로빈이 토끼란 사실을 알고 있었나? <로빈 (상명대학교), 문명미 (호원대학교), 오상아, 이혜연, 신사론 (호원대학교), 이샛별, 박선빈 (호원대학교) 등.> - 떠나주세요!

  - 은상
    - 랄라스윗 <김현아 (이화여자대학교), 박별 (가톨릭대학교) 등.> - 나의 낡은 오렌지 나무

  - 금상
    - 최원유 (한양대학교) - 한참 동안
- 2009년 (제 33 회)
  - 네티즌 인기상
    - 황유정 (경북대학교) - 아프리칸 찰리

  - 특별상
    - 이대 나온 여자 <오예리, 서아현 등. (이화여자대학교)> - 군계무학

  - 동상
    - 지익환 (서울대학교) - 좋겠다!

  - 은상
    - 김영득 (인하대학교) - One Night Fiesta

  - 금상
    - 황유정 (경북대학교) - 아프리칸 찰리
- 2010년 (제 34 회)
  - 네티즌 인기상
    - 이인세 (한림대학교) - With You

  - 동상
    - 못 노는 애들 <이종민, 김하나, 박희철, 송상은, 윤박, 최두영 등. (한국종합예술학교)> - AM 5:30

  - 은상
    - 강보리 (한국국제대학교) - 엄마의 자전거

  - 금상
    - 이찬 (국민대학교) - Mama Boy
- 2011년 (제 35 회)
  - 네티즌 인기상
    - 참참 <유재민, 공희원 등. (숙명여자대학교)> - Pink Spring

  - 동상
    - 케이민 (국민대학교) - Dream In My Heart

  - 은상
    - 소리느낌 <정여진, 김성욱, 김명훈, 이재엽, 김상윤, 신동하 등. (서울대학교)> - 운수 좋은 날

  - 금상
    - 홍대입구 <윤현준, 임정보 등. (홍익대학교)> - 먼 훗날
- 2012년 (제 36 회)
  - 네티즌 인기상
    - 같이 갑시다! <이규원, 이건희, 김현우, 이상락 등. (고려대학교 / 연세대학교)> - 댓바람

  - 동상
    - 허지영 (수원여자대학교) - 가지 마오.

  - 은상
    - Passa {파사} <채보훈, 김승엽, 박현재, 김성찬, 이소원 등. (계명대학교)> - 너를 처음 본 순간 난 반했어!

  - 금상
    - 최민지 (서울대학교) - 아리랑 그녀의 노래
- 2019년 (제 37 회)
  - 네티즌 인기상
    - 유랑단 (서경대학교)> - 나그네

  - 동상
    - 박진용 (한국외국어대학교) - 지구본

  - 은상
    - 아웃트로 {OUTRO} <김두한, 이환, 이동민, 송예진, 강희경, 최가영, 강태헌, 김인겸, 이현우 등. (동아방송예술대학교)> - 내겐 너가 봄이야

  - 금상
    - 조남준 (호원대학교) - 수고했어

## 역대 MC
- 1977년 : 이수만, 명현숙
- 1978년 : 이수만, 임예진
- 1979년 : 이수만, 임예진
- 1980년 : 이수만, 왕영은
- 1981년 : 이택림, 임예진
- 1982년 : 차인태, 최경미
- 1983년 : 이덕화, 왕영은 (스페셜 MC 김병조)
- 1984년 : 이택림, 김보경 (스페셜 MC 이용식 <1부>, 김병조 <2부>)
- 1985년 : 이덕화, 신현숙 (스페셜 MC 박세민 <1부>, 김병조 <2부>)
- 1986년 : 이택림, 신현숙
- 1987년 : 이택림, 권재희
- 1988년 : 이택림, 김은주
- 1989년 : 이택림, 김희애
- 1990년 : 이택림, 김은주
- 1991년 : 이수만, 유열
- 1992년 : 이수만, 노사연
- 1993년 : 이수만, 이문세
- 1994년 : 이훈, 박소현 (보조 MC 이병헌, 이홍렬)
- 1995년 : 신동호, 노영심
- 1996년 : 이문세
- 1997년 : 이문세
- 1998년 : 임백천, 명세빈, 이수만, 임예진
- 1999년 : 이문세
- 2000년 : 이문세
- 2001년 : 배철수, 박경림
- 2002년 : 윤도현, 차태현
- 2003년 : 차태현, 이효리 (보조 MC 김제동)
- 2004년 : 김제동, 이효리
- 2005년 : 김용만, 이효리
- 2006년 : 김성주, 이효리
- 2007년 : 차태현, 이효리
- 2008년 : 타블로, 이효리, 오상진
- 2009년 : 알렉스, 이효리
- 2010년 : 배철수, 이효리
- 2011년 : 정재형, 이효리
- 2012년 : 이적, 수지
- 2019년 : 이창민, 예은

## 평가 및 논란
초기 대학가요제는 참신한 노래와 신인의 발굴로 긍정적인 평가를 얻었고, 대학생의 상품화로 비판받았다. 1990년대에 들어서는 지나친 상업화, 경쟁적인 가요제 개최로 수준 저하가 지적되기도 했다. 이후에도 대중의 무관심이 지적되었는데, 그 주요 이유로 대학문화의 변화, 대학의 특수성 희석, 대중의 취향 변화, 가요계 진출 경로 다양화, 가요제의 권위 상실, 실험성이 강한 창작곡 부재 등이 제시되었다.

### 90년대 이전
90년대 이전의 대학가요제는 그야말로 신규 음악인을 발견하는 ‘등용문’ 이었다. 당시에는 음반산업이 막 일어나기 시작한 시기였고 음악인들의 정규화된 성장 및 데뷔 과정이 없었다. 음악인들은 대학가나 일부 클럽 등에서 공연을 하며 명성을 쌓은 뒤 소수의 프로듀서에 의해 발탁되었다. 그러나 오히려 취약한 미디어 체계, 변화적인 시대상황 등으로 인해 예술에 대한 민중적 갈망은 컸고 MBC 대학가요제는 공영방송 주도의 프로그램으로 압도적인 권위를 자랑하는 가요제로 자리매김해갔다. 당시 대학가에는 ‘대학가요제 수상’을 목표로 하고 학업은 뒤로 한 채 밴드활동만 하던 학생들도 다수 있었다.

### 90년대
90년대 이후에는 음반산업이 기업화하면서 호황기를 이룬다. 특히 이전까지 주류를 이루던 솔로 남성 혹은 가요제 출신의 가수들과 달리 아이돌 가수들이 큰 성공을 거두었는데, HOT와 SES 등이 전무후무한 성공을 거두었다. 이 시기부터는 ‘연습생’이라는 이름으로 외모, 실력 등을 키워 갖추게 하는 시스템이 생겼고 기업화된 음반회사들의 자금력 및 기술력을 등에 업고 가요계는 한층 성장한다. 반면, 대학가요제는 아직까지는 과거의 명성을 등에 업고 유지하고 있었으나 상대적으로 기업화된 기성음악에 밀리고 가요제를 통해 ‘일약 스타’로 발탁되는 가수들은 손에 꼽을 정도로 적어지기 시작했다.

### 2000년대 이후
이후부터는 몇 가지 이유로 대학가요제는 점점 인기가 식고 위세가 약해져 가는데, 첫 번째 이유는 더욱 심해진 음반시장의 산업화이다. 작곡, 편곡, 인재육성 등을 전문화하여 분담하고 자금력으로 키워내는 회사들의 음악에 비해, 한 명이나 소수의 뮤지션들이 전적으로 컨텐츠를 제공해야 하는 가요제의 음악은 차이가 나기 시작했다. 또한 음악 관련 기업 들 중 몇몇은 거대기업으로 성장했고 그들은 자신들이 키우는 ‘연습생’ 들을 데뷔시키기에도 바빴다. 이 시기 이후의 대학가요제들은 산업적 논리보다는 창작을 위한 예술인들의 열정으로 유지되었다고 보는 것이 맞다.
또한 인터넷이 보급화되었지만 아직 인터넷 문화가 정착되지 않아 많은 연예인들이 고초에 시달렸다. 최진실, 유니, 장채원 등 많은 연예인들의 악플 자살이 2000년대 중후반에 발생했고 그 즈음에 개최된 대학가요제 참가자들도 수상논란이나 표절놀란, 악플에 시달리고 그로 인해 활동이 제한되기도 했다.
결정적으로 대학가요제를 위축시킨 것은 2010년대 이후 케이블 방송등의 오디션 프로그램이 대히트를 치면서부터이다. 이들 오디션 프로그램은 창작곡이 아닌 가창만을 심사하였으며 ‘전국민’을 대상으로 한다고 해서 참여의 폭을 넓혔는데, ‘작곡이 가능한 대학생’이라는 극소수의 인원을 대상으로 하는 MBC대학가요제에 비하여 큰 대중적 인기를 얻을 수 있었다.

### 2006년 대학가요제
30회 MBC 대학가요제는 2006년 9월 30일 토요일 경북대학교 대운동장에서 펼쳐졌다. 이 30회 대학가요제에서 '뮤즈그레인' 은 네티즌 등에게 인기를 얻었으나 수상을 하지 못해 이슈가 되었다. 수상결과에 대해 네티즌들은 수상자와 심사위원들을 비판하기도 하였다. 이에 해당 프로그램 PD는 별 문제 없다고 일축했다. 또한 2000년대 이후의 수상자나 참가자들이 일부 전공자들을 제외하고는 이후 가수의 길을 걷지 않았으며 참가자 대부분이 당시 대학생이고 소속사 등의 이권 없이 참가한 것을 고려할 때 당시의 논란은 과한 것으로 보인다. 당사자인 '뮤즈그레인' 멤버들은 오히려 이런 반응이 부담스럽다고 말했다.

### 2007년 대학가요제
이번에도 일부 판정시비가 있었다. 일부 누리꾼들은 '어쿠스틱 브라더스'가 대상을 받지 못하고 금상을 받은 것이 이상했는데, 그것이 심사위원 박해미가 유독 그 팀에게만 점수를 짜게 줬기 때문이라는 것이다. 하지만 2006년 뮤즈그레인 파동과는 달리 기사화될 정도로 심각하게 문제화 되지는 않았다. 오히려 기사화된 부분은 대상팀이었던 B2의 노래 표절의혹이다.
 물론 당사자인 B2측은 표절이 아니라고 밝혔고, 또한 표절 대상이었던 팀 측에서 표절정도 까진 아니라는 의견을 밝힘으로써 논란이 가라앉았다.

### 2009년 대학가요제
2009년에도 논란이 있었는데, 인천대학교 대운동장에서 열린 MBC 대학가요제에서 대상을 차지한 이대 나온 여자의 〈군계무학〉이라는 곡이 힙합 듀오 리쌍의 〈광대〉와 드라마 소울메이트의 삽입곡인 누벨 바그의 〈This is not a love song〉과 도입부와 비슷하여 표절 논란이 일었다가 가라앉았다.

## 같이 보기
- MBC 강변가요제
- MBC 창작동요제
- KBS 대학가요축제
- TV조선 대학가요제